# Piotr Drobniak
Piotr Drobniak – polski dyplomata, urzędnik służby cywilnej, literaturoznawca, dyrektor Instytutu Polskiego w Pradze (2010–2014) oraz Wilnie (od 2024).

## Życiorys
Piotr Drobniak ukończył z wyróżnieniem studia w zakresie filologii polskiej na Uniwersytecie Łódzkim. Jest także absolwentem Krajowej Szkoły Administracji Publicznej (VI Promocja, 1998). W 1999 doktoryzował się na Uniwersytecie Wrocławskim w dziedzinie nauk humanistycznych (dyscyplina: literaturoznawstwo, specjalność: historia literatury polskiej), przedstawiając dysertację Jedność w różnorodności. Europa w twórczości Jarosława Iwaszkiewicza (promotor – Andrzej Zawada).
Przez kilka pierwszych lat pracy zawodowej był nauczycielem w szkołach średnich w Płocku i Warszawie. W latach 1998–2000 m.in. główny specjalista w Departamencie Współpracy Międzynarodowej oraz dyrektor Biura Informacji i Promocji w Ministerstwie Edukacji Narodowej. Od 2000 pracownik Urzędu Komitetu Integracji Europejskiej, gdzie od 2003 do 2005 był szefem Centrum Informacji Europejskiej. W 2005 przeszedł do Ministerstwa Spraw Zagranicznych. Był I sekretarzem ds. polityczno-prasowych w Ambasadzie RP w Tel Awiwie oraz radcą ds. konsularnych w Ambasadzie w Wilnie (do 2010). Od 2010 do 2014 dyrektor Instytutu Polskiego w Pradze. W latach 2016–2020 radca-minister ds. polityczno-ekonomicznych w Ambasadzie w Bratysławie, po powrocie do kraju w Departamencie Dyplomacji Publicznej i Kulturalnej MSZ. Od lipca 2022 do 2024 był zastępcą dyrektora Instytutu Polskiego w Bratysławie, od stycznia 2024 w randze ministra pełnomocnego. 30 listopada został dyrektorem Instytutu Polskiego w Wilnie.

## Publikacje książkowe
- Piotr Drobniak: Jedność w różnorodności: Europa w twórczości Jarosława Iwaszkiewicza. Wrocław: Wydawnictwo Uniwersytetu Wrocławskiego, 2002, s. 275. ISBN 83-229-2335-X.